# 御所市立葛上中学校
御所市立葛上中学校（ごせしりつ かつじょうちゅうがっこう）は、奈良県御所市佐田にある公立中学校。

## 概要
国定公園に指定された金剛山、葛城山を背に、近年、散策する人が多くなった葛城古道の近くに位置する。
平成27年4月1日現在、全校生徒88名の学校である。

## 沿革
- 1958年（昭和33年）9月30日 名柄中学校・葛城中学校を統合し、御所市立葛上中学校を設立、当分の間、南校舎・北校舎とする。
- 1960年（昭和35年）3月31日 南校舎・北校舎を廃止  4月1日 新校舎に実質統合
- 1962年（昭和37年）12月 体育館兼講堂の竣工
- 1963年（昭和38年）9月30日 校歌制定
- 1967年（昭和42年）8月12日 葛上地区水泳プール完成
- 1974年（昭和49年）3月25日 体育用更衣室の新設
- 1982年（昭和57年）1月18日 新校舎落成式挙行
- 1986年（昭和61年）3月 校舎南側の埋め立て、駐車場の造成
- 1987年（昭和62年）5月 プールサイドのシャワー設備改修
- 1989年（平成元年）7月 カナダのクリアブルック中学校及びオカナガン中高校との姉妹校提携を結ぶ。
- 1992年（平成4年）6月 カナダのクリアブルック中学校から、初めて15名が来市し、葛上中の生徒宅でホームステイをしながら交流
- 1993年（平成5年）3月20日 葛上中の17名が初めてカナダのクリアブルック中学校を訪問し、生徒宅でホームステイをしながら交流。以後、隔年に訪問し合う。
- 1993年（平成5年）6月 カナダのクリアブルック中学校が廃校となり、新設されたロバートベイトマン中高校に姉妹校提携を引き継ぎ、交流を継続する。
- 2006年（平成18年）6月24日 カナダのロバートベイトマン中高校からのホームステイを受け入れ、交流する。以後継続している。

## 学区
- 関屋、増、名柄、東名柄、多田、西寺田、宮戸、森脇、豊田、佐田、井戸、下茶屋、鳥井戸、林、五百家、船路、僧堂、朝妻、伏見、北窪、西北窪、高天、極楽寺、南郷、小殿、持田、栗阪、鴨神下、鴨神上、西佐味、東佐味[2]

## アクセス
- 近鉄吉野線葛駅より車で約10分

## 参考・脚注
- 御所市立葛上中学校

1. ↑  御所市立葛上中学校
2. ↑  御所市立葛上中学校»通学区 Gaccom